# Kay Lenz
Kay Ann Lenz (Los Ángeles, 4 de marzo de 1953) es una actriz estadounidense de cine, teatro y televisión que ha ganado dos premios Emmy.

## Carrera
Lenz nació en Los Ángeles, California, hija de Ted Lenz, un productor y comentarista y de Kay Miller Lenz, una modelo. Comenzó a trabajar como actriz infantil, apareciendo en programas de televisión como The Andy Griffith Show (bajo el nombre artístico de Kay Ann Kemper), Opie's Group (1967) y en producciones teatrales. Hizo una breve aparición (como Kay Ann Kemper) en un pequeño papel en American Graffiti (1973) como Jane, una niña en un baile. Logró el reconocimiento por su interpretación junto a William Holden en la película Breezy, dirigida por Clint Eastwood.
Lenz hizo apariciones especiales en las series The Streets of San Francisco, Gunsmoke, MacGyver, McCloud, Cannon y Petrocelli y protagonizó la película White Line Fever (1975) antes de ser elegida en la miniserie Rich Man, Poor Man en 1976, por el que fue nominada para un Premio Emmy. Repitió su papel para la secuela, Rich Man, Poor Man Book II (1977). Desde la década de 1980, ha desempeñado papeles de invitada en numerosas series de televisión.
En 1984 apareció en el video musical de Rod Stewart "Infatuation". Ganó un Emmy en 1989 por Midnight Caller. También fue nominada para un Emmy por su papel de la astuta abogada Maggie Zombro en el drama policial Reasonable Doubts.

## Filmografía seleccionada
- 1973 - American Graffiti
- 1973 - Breezy
- 1973 - Lisa, Bright and Dark
- 1974 - Versus Alvin Karpis
- 1975 - White Line Fever
- 1976 - Moving Violation
- 1976 - The Great Scout & Cathouse Thursday
- 1978 - Mean Dog Blues
- 1978 - The Initiation of Sarah
- 1979 - The Passage
- 1981 - Swan Lake
- 1982 - Fast-Walking
- 1983 - Prisoners of the Lost Universe
- 1986 - House
- 1987 - Death Wish 4: The Crackdown
- 1987 - Stripped to Kill
- 1989 - Physical Evidence
- 1990 - Streets
- 1992 - Falling From Grace
- 1995 - Gunfighter's Moon
- 1995 - Shame II: The Secret
- 1998 - The Adventures of Ragtime
- 2003 - Southside
- 2017 - The Downside of Bliss